# Les Brigades du Tigre (film)
Pour les articles homonymes, voir Brigades du Tigre (homonymie).
Pour plus de détails, voir Fiche technique et Distribution.
Les Brigades du Tigre est un film français de Jérôme Cornuau sorti en avril 2006.
Il reprend au cinéma les éléments de la série télévisée Les Brigades du Tigre diffusée de 1974 à 1983, dans un cadre plus large, celui de la Première Guerre mondiale.

## Synopsis
À Paris en 1907, la Belle Époque est confrontée à une criminalité en mutation, davantage véloce et internationale que jadis. Le ministre de l'Intérieur Georges Clemenceau, surnommé « le Tigre », réagit en créant des brigades régionales de police mobile. Elles deviennent célèbres sous le sobriquet de « Brigades du Tigre », avec notamment une unité dirigée par le commissaire Valentin.
En 1912, elles affrontent la bande à Bonnot, enquêtent plus discrètement sur un Emprunt russe lié à la Triple-Entente française, russe et britannique, et se livrent accessoirement à une véritable guerre des polices avec la préfecture, sous le commandement de l'autre « homme fort » de l'époque Louis Lépine.

## Fiche technique
Sauf indication contraire, les informations mentionnées dans cette section peuvent être confirmées par la base de données cinématographiques IMDb,  présente dans la section « Liens externes ».
- Titre original : Les Brigades du Tigre
- Réalisation : Jérôme Cornuau
- Musique originale : Olivier Florio
- Scénario : Xavier Dorison et Fabien Nury
- Montage : Brian Schmitt
- Production : Roberto Cipullo (coproducteur), François Cornuau (producteur associé), Manuel Munz (producteur exécutif), Vincent Roget (coproducteur)
- Sociétés de production : Les Films Manuel Munz, TF1 International (coproduction), France 2 Cinéma (coproduction), France 3 Cinéma (coproduction), Gam Films (coproduction), TPS Star (participation), région Île-de-France (participation)
- Distribution : France - TFM Distribution et Suisse - Pathé
- Genre : policier, aventures, historique
- Budget : 17,81 millions d'euros[1]
- Pays : France
- Durée : 125 minutes
- Dates de sorties : 18 mars 2006 (Valenciennes, Festival du film d'aventures), France : 12 avril 2006, Belgique : 26 avril 2006
- Box-office France[2] : 762 885 entrées
- Box-office Europe : 792 686 entrées

## Distribution
- Clovis Cornillac : le commissaire Paul Valentin
- Diane Kruger : la princesse Constance Bolkonski
- Olivier Gourmet : l'inspecteur Marcel Terrasson, méridional, champion de savate
- Édouard Baer : l'inspecteur Pujol
- Thierry Frémont : Piotr Dranieko, « électricien » russe anarchiste
- Jacques Gamblin : Jules Bonnot
- Stefano Accorsi : l'inspecteur auxiliaire Achille Bianchi, Milanais, le petit nouveau de la Brigade
- Léa Drucker : Léa, la prostituée protégée de Pujol
- Philippe Duquesne : Casimir Cagne, directeur de banque
- Didier Flamand : le Préfet de police Louis Lépine
- Aleksandr Medvedev : le prince Bolkonski
- Gérard Jugnot : le commissaire Claude Faivre, le chef des Brigades
- André Marcon : Jean Jaurès
- Alain Figlarz : l'inspecteur Jacquemin, de la préfecture
- Richaud Valls : l'inspecteur Pelletier, de la Préfecture
- Éric Prat : Alphonse Bertillon, inventeur de l'anthropométrie
- Agnès Soral : Mademoiselle Amélie
- Frédéric Bouraly : Caby
- Mathias Mlekuz : Célestin Hennion, chef de la Sûreté générale et créateur des Brigades
- Jean-Christophe Bouvet : le juge militaire du fort de Cormeilles
- Roland Copé : Raymond Poincaré
- Nicholas Calderbank : Sir Hollingworth
- Rémi-Charles Caufman : Ivan le Terrible, dans l'opéra de Rimski-Korsakov
- David Bolling : l'avocat
- Didier Lafaye : Le docteur